# 이동욱 (1979년)
이동욱(1979년 12월 1일)은 대한민국의 배우이다.

## 영화
- (1990년) 《검은 도시》
- (1992년) 《우리들의 일그러진 영웅》 - 5학년 2반 아이들 역
- (1999년) 《행복한 장의사》 - 체육선생님 역
- (2000년) 《숨은 창 닫기》 - 김동현 역
- (2001년) 《친구》 - 소림사 학생 역
- (2001년) 《교도소 월드컵》 - 서울팀 역
- (2003년) 《똥개》 - 진묵패 역
- (2004년) 《그녀를 믿지 마세요》 - 사회자 역
- (2004년) 《나두야 간다》 - 수사관 2 역
- (2004년) 《귀신이 산다》 - 파출소 패거리 역
- (2004년) 《우리 형》 - 체육복 2 역
- (2005년) 《연애의 목적》 - 감사원 3 역
- (2005년) 《웰컴 투 동막골》 - 인민군 6 역
- (2006년) 《사생결단》 - 아시아드 웨이터 1 역
- (2007년) 《특별시 사람들》 - 스튜디오 작가 역
- (2009년) 《오디션》 - 타팀원 1 역
- (2010년) 《수상한 이웃들》 - 오 기자 역
- (2014년) 《국제시장》 - 학원직원 역
- (2014년) 《영도》 - 보도사장 만수 역
- (2017년) 《박열》 - 변호사2 역
- (2017년) 《메소드》 - 기자 역
- (2017년) 《어른도감》 - 부동산중개인 역
- (2019년) 《악인전》 - 오락실남자 역
- (2019년) 《어린 의뢰인》 - 문정 사무실 직원1 역
- (2020년) 《히트맨》 - 제이슨부하 14 역
- (2022년) 《경관의 피》 - 과거 팀장 역

## 드라마
- (2009년) 《친구, 우리들의 전설》
- (2019년) 《위대한 쇼》
- (2022년) 《크레이지 러브》